# Sándor István (politikus)
Sándor István (Borsosberény, 1939. október 5. – Göd, 2010. október 15.) politikus, országgyűlési képviselő, Göd polgármestere.

## Életpályája

### Iskolái
Középiskoláit Balassagyarmaton végezte el; 1958-ban érettségizett. Tanácsakadémiát végzett.

### Pályafutása
1958-tól a Rétsági Járási Tanács pénzügyi osztályán dolgozott, majd a Váci Járási Tanács, a Felsőgödi Községi Tanács, a Gödi Nagyközségi Tanács elnöke volt. 1974–1990 között a Sződi Községi Tanács elnöke volt. 

### Politikai pályafutása
1990–1998 között Sződ polgármestere volt. 2002–2006 között Göd polgármestere volt (MSZP-SZDSZ). Az MSZP tagja volt. 2006-ban polgármesterjelölt volt. 2006-ban a Költségvetési, pénzügyi és számvevőszéki bizottság tagja volt. 2006-tól önkormányzati képviselő volt. 2006–2010 között országgyűlési képviselő (Pest megye) volt. 2006–2010 között a Mentelmi, összeférhetetlenségi és mandátumvizsgáló bizottság tagja volt.

## Családja
Felesége, Schnéman Mária volt. Két fia született: Zsolt (1964–) és István (1970–).